# Einar Heimisson
Einar Heimisson (* 2. Dezember 1966 in Kópavogur, Island; † 16. August 1998 in München) war ein isländischer Schriftsteller und Filmregisseur.

## Leben und Werk
Er studierte Geschichte in Freiburg im Breisgau und schrieb 1992 seine Doktorarbeit zum Thema „Die Asylsituation in Island in den dreißiger Jahren im Vergleich mit den anderen nordischen Ländern“. In seinem 1989 erschienenen Erstlingsroman Götuvisa gýðingsins (dt. 1993 Ins Land des Winters) schildert er, wie Juden versuchen, in Island in den 1930er-Jahren zu überleben. In Villikettir í Búdapest (1990) schildert er eine Liebesgeschichte einer jungen Isländerin mit einem Ungarn 1989, im Jahr vor der Öffnung der Grenzen.
Auch sein Film Maria aus dem Jahr 1997 mit der Schauspielerin Barbara Auer in der Hauptrolle hat ein Thema der jüngeren Geschichte zum Inhalt. Nach dem Zweiten Weltkrieg hat Island junge Frauen aus Deutschland als Helfer in der Landwirtschaft angeworben, weil viele junge Isländerinnen mit Soldaten nach Amerika gegangen sind. Im Film wird ein mögliches Schicksal erzählt.